# Basson Engelbrecht
Basson Engelbrecht (1995) es un deportista sudafricano que compitió en triatlón. Ganó dos medallas de bronce en el Campeonato Africano de Triatlón en los años 2015 y 2016.

## Palmarés internacional
| Campeonato Africano | Campeonato Africano      | Campeonato Africano | Campeonato Africano |
| Año                 | Lugar                    | Medalla             | Prueba              |
| ------------------- | ------------------------ | ------------------- | ------------------- |
| 2015                | Sharm el-Sheij (Egipto)  | Medalla de bronce   | Individual          |
| 2016                | Buffalo City (Sudáfrica) | Medalla de bronce   | Individual          |